# Virginia 500 1959
Virginia 500 1959 var ett stockcarlopp ingående i Nascar Grand National Series (nuvarande Nascar Cup Series) som kördes 3 maj 1959 på den 0,5 mile (804,672 meter) långa ovalbanan Martinsville Speedway i Ridgeway söder om Martinsville i Virginia. Totalt avverkades 250 miles (321,868 km) fördelat på 500 varv. Banunderlaget var asfalt på rakorna och betong i kurvorna. Loppet vanns av Lee Petty i en Oldsmobile på tiden 4:12.03 körande för Petty Enterprises. Pettys snitthastighet var 59,512 mph. Han var vid målgång ensam förare på ledarvarvet, fem varv före tvåan Johnny Beauchamp. Prispotten uppgick till 12 115 dollar, varav 3 630 dollar gick till segraren.

## Resultat
| Plc     | Nr  | Förare           | Team/ bilägare       | Konstruktör | Start | Varv | Ledda varv |
| ------- | --- | ---------------- | -------------------- | ----------- | ----- | ---- | ---------- |
| 1       | 42  | Lee Petty        | Petty Enterprises    | Oldsmobile  | 24    | 500  | 337        |
| 2       | 76  | Johnny Beauchamp | Beau Morgan          | Chevrolet   | 20    | 495  | 0          |
| 3       | 11  | Junior Johnson   | Paul Spaulding       | Ford        | 32    | 495  | 78         |
| 4       | 59  | Tom Pistone      | Carl Rupert          | Ford        | 10    | 491  | 0          |
| 5       | 9   | Roy Tyner        | Roy Tyner            | Chevrolet   | 18    | 491  | 0          |
| 6       | 49  | Bob Welborn      | Bob Welborn          | Chevrolet   | 34    | 490  | 0          |
| 7       | 43  | Richard Petty    | Petty Enterprises    | Oldsmobile  | 25    | 490  | 0          |
| 8       | 41  | Joe Weatherly    | Doc White            | Ford        | 31    | 489  | 0          |
| 9       | 99  | Shorty Rollins   | Shorty Rollins       | Ford        | 17    | 486  | 0          |
| 10      | 6   | Cotton Owens     | W.H. Watson          | Pontiac     | 3     | 484  | 0          |
| 11      | 21  | Glen Wood        | Wood Brothers Racing | Ford        | 19    | 482  | 13         |
| 12      | 40  | Dave White       | Dave White           | Chevrolet   | 11    | 479  | 0          |
| 13      | 5   | Tiny Lund        | Lund Racing          | Chevrolet   | 16    | 478  | 0          |
| 14      | 29  | Dick Freeman     | Dick Freeman         | Chevrolet   | 29    | 469  | 0          |
| 15      | 4   | Rex White        | Rex White            | Chevrolet   | 9     | 468  | 0          |
| 16      | 44  | Ken Rush         | Chester Barron       | Chevrolet   | 4     | 468  | 0          |
| 17      | 34  | G.C. Spencer     | GC Spencer Racing    | Chevrolet   | 12    | 467  | 0          |
| 18      | 32  | Brownie King     | Jess Potter          | Chevrolet   | 6     | 466  | 0          |
| 19      | 1   | Speedy Thompson  | Steve Pierce         | Chevrolet   | 14    | 464  | 0          |
| 20      | 19  | Herman Beam      | Herman Beam          | Chevrolet   | 7     | 462  | 0          |
| 21      | 17  | Fred Harb        | Fred Harb            | Mercury     | 33    | 461  | 0          |
| 22      | 3   | Bunk Moore       | i.u.                 | Ford        | 35    | 460  | 0          |
| 23      | 64  | Shep Langdon     | Shep Langdon         | Ford        | 5     | 453  | 0          |
| 24      | 74  | L.D. Austin      | L.D. Austin          | Chevrolet   | 8     | 453  | 0          |
| 25      | 48  | Fireball Roberts | E.C. Wilson          | Chevrolet   | 28    | 385  | 0          |
| 26      | 78  | Jim Paschal      | Rice Racing          | Ford        | 40    | 371  | 0          |
| 27      | 81  | Harvey Hege      | Harvey Hege          | Ford        | 21    | 339  | 0          |
| 28      | 114 | Fritz Wilson     | Fritz Wilson         | Ford        | 22    | 333  | 0          |
| 29      | 72  | Bobby Johns      | Shorty Johns         | Chevrolet   | 1     | 297  | 72         |
| 30      | 77  | Joe Lee Johnson  | Joe Lee Johnson      | Chevrolet   | 2     | 297  | 0          |
| 31      | 79  | Jerry Draper     | Jerry Draper         | Chevrolet   | 37    | 278  | 0          |
| 32      | 36  | Tommy Irwin      | Tommy Irwin          | Ford        | 15    | 275  | 0          |
| 33      | 88  | Reds Kagle       | Reds Kagle           | Chevrolet   | 30    | 222  | 0          |
| 34      | 96  | Bobby Keck       | Bobby Keck           | Chevrolet   | 27    | 208  | 0          |
| 35      | 33  | George Green     | Jess Potter          | Chevrolet   | 13    | 143  | 0          |
| 36      | 97  | Barney Shore     | Barney Shore         | Chevrolet   | 26    | 76   | 0          |
| 37      | 7   | Jim Reed         | Jim Reed             | Chevrolet   | 36    | 47   | 0          |
| 38      | 55  | Ben Benz         | Bernard Friedland    | Chevrolet   | 38    | 40   | 0          |
| 39      | 87  | Buck Baker       | Buck Baker Racing    | Chevrolet   | 23    | 31   | 0          |
| 40      | 46  | Whitey Norman    | Whitey Norman        | Chevrolet   | 29    | 23   | 0          |
| Källor: |     |                  |                      |             |       |      |            |